# Œillet arméria
Dianthus armeria
Espèce
Classification phylogénétique
L'Œillet arméria (Dianthus armeria), ou Œillet velu, est une espèce de plantes herbacées annuelles ou bisannuelles de la famille des Caryophyllaceae.
Aussi nommée « Armoiries », « œillet à bouquet » ou « œillet velu », cette espèce est originaire d'Europe et d'Asie tempérée.

## Description

### Caractéristiques
- Organes reproducteurs :

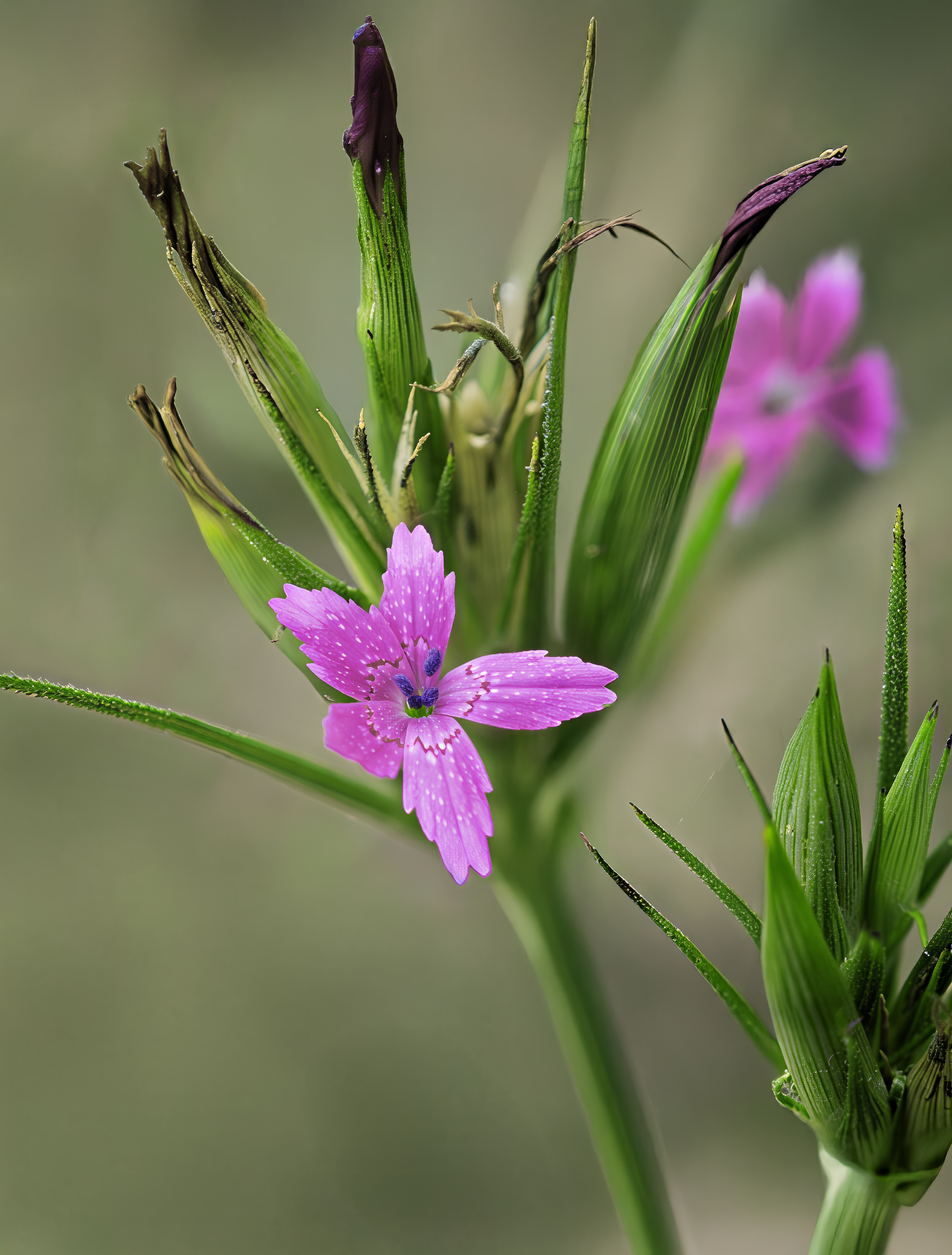
infloresence d'Œillet Arméria.

  - Type d'inflorescence : cyme bipare
  - répartition des sexes : hermaphrodite
  - Type de pollinisation : entomogame
  - Période de floraison : mai à août
  - Type de fruit : capsule
  - Mode de dissémination : épizoochore
- Habitat et répartition :
  - Habitat type : pelouses basophiles médioeuropéennes occidentales, mésohydriques, sabulicoles
  - Aire de répartition : européen

Données d'après: Julve, Ph., 1998 ff. - Baseflor. Index botanique, écologique et chorologique de la flore de France. Version : 23 avril 2004. 